# Axel Gebhardt
Axel Gebhardt (* 18. Juli 1962 in Halle an der Saale) ist ein deutscher Komponist und Pianist.

## Leben
Axel Gebhardt wurde 1962 in Halle an der Saale geboren. Er gehörte dem Stadtsingechor zu Halle von 1971 bis 1978 an. In seiner Heimatstadt besuchte er von 1976 bis 1980 die Spezialschule für Musik. Danach studierte er von 1980 bis 1985 die Hauptfächer Komposition bei Siegfried Thiele und Klavier bei Herbert Sahling an der Hochschule für Musik „Felix Mendelssohn Bartholdy“. Einen Meisterkurs für Klavier besuchte er bei Bernard Ringeissen.
Zusammen mit chilenischen Emigranten arbeitet er von 1982 bis 1993 in den Musikgruppen Alerce und Valparaiso zusammen. Weiterhin nahm er am Festival Capitulaciones im spanischen Santa Fe teil. Seit 1985 ist er als Korrepetitor beim Stadtsingechor zu Halle tätig. Darüber hinaus arbeitet er als Komponist und Pianist.
Zu seinem Œuvre gehören Orchester-, Kammer- und Vokalmusik. Während der XX. Hallischen Musiktage 1990 wurde seine Sinfonie vom Händelfestspielorchester Halle unter der Leitung von Wolfgang Balzer zur Uraufführung gebracht.

## Auszeichnungen
- 1986: 3. Preis beim Improvisations-Wettbewerb der Thüringer Bachtage Weimar
- 1986: FDGB-Sonderpreis (für die Komposition Ich wart auf dich im Abendwind)
- 1987: Fred-Malige-Förderpreis der Sammlungsstiftung Leipzig